# Ilısu-Staudamm
Der Ilısu-Staudamm ist ein Teil des Südostanatolien-Projekts (türkisch Güneydoğu Anadolu Projesi (GAP)) der türkischen Regierung. Mit ihm wird der Tigris kurz vor der Grenze zu Syrien und Irak im Südosten des Landes zum Betrieb eines Wasserkraftwerkes und zur Wasserstandsregulierung aufgestaut.
Das Projekt ist regional, national und international stark umstritten. Ein Hauptkritikpunkt ist, dass mit Inbetriebnahme die Stadt Hasankeyf und weitere archäologische Stätten überflutet werden. Die Mesopotamischen Sümpfe im Irak, die als der biblische "Garten Eden" gelten, sind seit 2016 Teil des UNESCO-Welterbes und könnten durch die Flussregulierung ebenfalls beeinträchtigt werden.
Nachdem ein erster Anlauf unter heftigem internationalen Protest 2002 gescheitert ist, wurde das Projekt 2005 neu lanciert und 2007 unterzeichnet. Im Juli 2009 stoppten Deutschland, Österreich und die Schweiz ihre Exportrisikoversicherungen, weil sie Auflagen für Umwelt- und Kulturgüterschutz als nicht erfüllt sahen.
Die regionalpolitische Dimension des Projektes erstreckt sich auf die Wasserknappheit in der Region und die damit verbundene Machtstellung der Wasserlieferanten. In der Region leben mehrheitlich Kurden, von denen ein Teil nach Autonomie strebt. Der Ilısu-Staudamm liegt etwa 65 Kilometer von der türkisch-syrischen Grenze entfernt. Ein Stop des Wassers hätte Auswirkungen auf Syrien und den Irak; die Flüsse Euphrat und Tigris sind abhängig von türkischem Wasser.
Am 19. Mai 2020 erfolgte die erste Stromproduktion mit der Inbetriebnahme einer ersten Turbine. Seit dem 23. Dezember 2020 läuft der Staudamm mit insgesamt 6 Turbinen unter Volllast.

## Das Projekt

### Eckdaten
Der Tigris soll mit einem 1820 m breiten und 135 m hohen Schüttdamm gestaut werden. Dadurch entsteht ein 313 km² großer Stausee auf einer Länge von 135 km mit einem Stauvolumen von 10.400 Millionen Kubikmetern. Das Wasser soll vorrangig zur Stromerzeugung genutzt werden. Die geplante Leistung der Wasserkraftanlage ist 1200 MW, die jährliche Stromproduktion soll 3833 GWh betragen. Damit würde der Ilısu-Staudamm 16 Prozent zur Stromproduktion des GAP und 3,2 Prozent zur Gesamtenergiegewinnung der Türkei beitragen. Die Baukosten werden auf rund 1,2 Milliarden Euro veranschlagt. Der Standort des geplanten Staudammes liegt in Südostanatolien ungefähr 65 km stromaufwärts von der syrischen Grenze in einem von Kurden bewohnten Gebiet. 2010 rechnete die Türkei mit einer Inbetriebnahme Ende des Jahres 2014. Das Projekt hat sich aber weiter verzögert. Im Oktober 2019 wurde bekannt, dass Hasankeyf in wenigen Monaten geflutet werden soll und die Bewohner teilweise nach Neu-Hasankeyf umgezogen sind. Im Oktober 2020 berichtete die FAZ, dass Hasankeyf inzwischen in den Fluten des neuen Stausees untergegangen ist. Im November 2021 wurde der Staudamm offiziell eingeweiht.

### Vorgeschichte und erstes Konsortium
Bereits in den 1950er Jahren wurde der Bau des Ilısu-Staudammes diskutiert. Die Umsetzung der Pläne wurden allerdings erst 1997 in Angriff genommen aufgrund von Unstimmigkeiten über das endgültige Projektdesign sowie Fragen bezüglich der Finanzierung. Ein Konsortium wurde mit dem Bau beauftragt, welches aus den folgenden Firmen bestand: Den Schweizer Unternehmen Sulzer Hydro (heute Andritz Hydro) und ABB (später Alstom) (beide für die Zustellung der elektromechanischen Ausstattung des Projektes verantwortlich), der britischen Baufirma Balfour Beatty, der italienischen Impregilo, Skanska aus Schweden sowie den türkischen Baufirmen Nurol, Kiska und Tekfen. Eine deutsche Niederlassung von Sulzer Hydro sollte Turbinen und Generatoren liefern. Die UBS übernahm die Finanzierung.
Die Weltbank hat das Projekt wegen seiner Auswirkungen auf Umwelt und Gesellschaft abgelehnt. Zur Absicherung des finanziellen Risikos wandte sich das Konsortium daher an Exportkreditagenturen (ECAs). Aufgrund massiver öffentlicher Kritik an der Projektplanung, beruhend auf der Umweltverträglichkeitsprüfung und Gutachten über die Umsiedlungsproblematik, wurden im Dezember 1999 vier Auflagen der ECAs als Vorbedingung für eine positive Bürgschaftsvergabe bekannt gegeben:
- Erstellung eines Umsiedlungsplanes nach internationalen Standards
- Bereitstellung von Kläranlagen zur Gewährleistung der Wasserqualität
- Versicherung für einen angemessenen Wasserabfluss
- Planung zur Erhaltung des archäologischen Erbes von Hasankeyf

Nach der Erstellung einer zweiten Umweltverträglichkeitsprüfung und weiterer Untersuchungen einer breiten Koalition von Nichtregierungsorganisationen (NGOs) im April 2001 zeichnete sich ab, dass das Projekt gegen eine Vielzahl von Weltbank- und OECD-Bestimmungen verstößt und die Auflagen der ECAs nicht erfüllt werden würden. Im Zuge dessen gaben Balfour Beatty, Impregilo, Skanska sowie UBS ihren Ausstieg aus dem Projekt bekannt. So scheiterte im Februar 2002 der erste Versuch, den Ilısu-Staudamm zu bauen.

### Zweites Konsortium
Im Herbst 2003 startete die türkische Regierung erneut Verhandlungen mit VA Tech Hydro (ehemals Sulzer Hydro), dem alten Konsortialführer. Zu diesem Zeitpunkt hatte sich bereits ein neues Konsortium gebildet, welches 2007 aus den folgenden Unternehmen bestand: Andritz Hydro (Österreich), Alstom, Stucky, Colenco und Maggia (Schweiz), Ed. Züblin AG (Deutschland) sowie Nurol, Cengiz, Çelikler un Temelsu (Türkei).
Dass die türkische Regierung ebenso wie das Konsortium nicht an einem Dialog mit der Öffentlichkeit interessiert sind, zeigt sich an den zum größten Teil im Verborgenen stattfindenden Vorbereitungen zum Bau. Nur wenige Details über das Projekt und dessen Planung wurden allgemein zugänglich gemacht; Informationen über die im November 2005 überarbeitete Umweltverträglichkeitsprüfung und den Umsiedlungsplan, zeigten nach Auffassung einiger NGOs erneut eklatante Mängel auf.
Trotz der von verschiedenen Nichtregierungsorganisationen öffentlich gemachten Mängel, die das Projekt aufweist, haben die drei ECAs Deutschlands (Euler Hermes Kreditversicherungs AG), der Schweiz (SERV) und Österreichs (OeKB) Ende März 2007 entschieden, Exportkredite in Höhe von über 450 Millionen Euro für das Ilısu-Staudammprojekt zu übernehmen. Diese Finanzierung war gebunden an die Erfüllung von 153 Weltbank-Kriterien hinsichtlich der Fragen des Kulturgüter- und Umweltschutzes sowie der Menschenrechte, welche die Türkei binnen 180 Tagen erfüllen sollte.
Ein von den Regierungen Deutschlands, Österreichs und der Schweiz in Auftrag gegebener Expertenbericht kam 2008 zu einem vernichtenden Urteil. Die Türkei ignoriere fast alle der 153 Auflagen, die sie vertraglich bis Ende 2007 hätte erfüllen sollen und verstoße mit Massenenteignungen gar bewusst gegen Abmachungen. Information und Konsultation der Bevölkerung habe „nicht wie gewünscht stattgefunden“. Die Suche nach neuem Land für die Bauern habe nicht begonnen. Die geplanten Kanäle für Beschwerden seien nicht geschaffen worden. Nicht einmal die Gesamtzahlen der Umzusiedelnden – die Experten schätzten sie auf mindestens 55.000 – hätten ihnen die Türken nennen können. Der Bericht forderte umgehend ein „massives Trainingsprogramm für die türkischen Behörden“ sowie die Einstellung von 200 Umsiedlungsexperten. Für die Ausgrabungsstätten sei weiterhin kein Kartenmaterial vorhanden und es gebe noch keine Studie, ob sich die fragilen Bauwerke überhaupt versetzen ließen.
Folglich wurde das Lieferkonsortium im Dezember 2008 von den Exportkreditversicherungen Deutschlands, Österreichs und der Schweiz angewiesen, die Verträge für das Projekt für 180 Tage – bis 6. Juli 2009 – auszusetzen. Dadurch wurden die bereits begonnenen Bauarbeiten eingestellt.
Am 7. Juli 2009 gaben die Exportrisikoagenturen von Deutschland, Österreich und der Schweiz ihren Rückzug aus dem Projekt bekannt, weil die Auflagen für Umwelt- und Kulturgüterschutz nicht erfüllt worden waren.

### Weitere Entwicklung
Im Februar 2010 gab der türkische Ministerpräsident Erdogan bekannt, dass seine Regierung neue Kreditgeber gefunden hat und somit der Staudamm gebaut werden kann.
Im Januar 2013 verhängte das Oberste Verwaltungsgericht des Landes einen Baustopp aufgrund fehlender Umweltauflagen.

## Ziele der Türkei
Durch die Entwicklungsschübe nimmt in der Türkei auch der Energiebedarf zu. Die Schätzungen gehen von zwischen 6,4 und 7,9 Prozent Steigerung pro Jahr aus. Durch die Investitionen in die Wasserkraft, deren Energiegewinn im ganzen Land bei rund 25 Prozent liegt, ergibt sich laut dem Konsortium folgender wirtschaftlicher Nutzen:
- Nachhaltiges Wirtschaftswachstum und Exportstärkung[20]
- Mehr Unabhängigkeit von Erdöllieferanten aus dem Ausland[21]
- Die Verlegung, Verbesserung und Neuerrichtung von Siedlungen, Straßen, Brücken, Eisenbahn-Infrastruktur, Stromleitungen und öffentlichen Gebäuden werden über 200 Millionen US-Dollar in die Region pumpen[22]
- Die ökonomisch und sozial rückständige Region Südostanatolien soll durch Projekte wie den Ilısu-Staudamm an den reicheren Westen der Türkei herangeführt werden (Armutsbekämpfung, nachhaltige Verbesserung der Lebensbedingung der Bevölkerung).[23]
- Das GAP schafft geschätzte 3,8 Millionen Arbeitsplätze; Ilısu, als größtes Kraftwerk dieses Projektes, generiert allein bis zu 20 % des Gesamtvolumens an Investment und beschäftigt bis zu 11 % aller in der Region lebenden Bauarbeiter (4000) für fünf bis sieben Jahre,[24] was der hohen Arbeitslosenquote in diesem Teil der Türkei entgegenwirkt. (2006 betrug die Arbeitslosenquote 90 %, 2007 70 %[25] in Hasankeyf)
- Schaffung von 500 Arbeitsplätzen in der Fischerei[26]
- Ausgleich saisonaler Schwankungen des Tigris-Pegelstandes und somit Vorbeugung von Überschwemmungen und Dürren
- Schaffung neuer touristischer Anziehungspunkte im Süden des Landes (neues Museum bei Ilısu, archäologischer Park: Die Stadt Hasankeyf wird in einen nahe gelegenen „archäologischen Park“ umgesiedelt, da die türkische Regierung zur Erfüllung der Auflagen auch die Erhaltung des archäologischen Erbes der Stadt Hasankeyf sichern muss.)[27][20]

## Kritik
Wie beim ersten Anlauf wird die neue Projektplanung sowohl von vielen als auch von staatlicher Seite intensiv diskutiert. Kernpunkte der Kritik sind nicht allein die angeblich weiterhin unerfüllten Weltbank-Standards für Staudammprojekte, sondern auch Zweifel an dem tatsächlichen wirtschaftlichen Nutzen von Ilısu, da z. B. durch das Projekt keine langanhaltenden Arbeitsplätze erschaffen werden. (Die Erläuterungen der folgenden Kritikpunkte basieren hauptsächlich auf der Veröffentlichung der NGO Weltwirtschaft, Ökologie & Entwicklung (WEED).)

### Umsiedlung

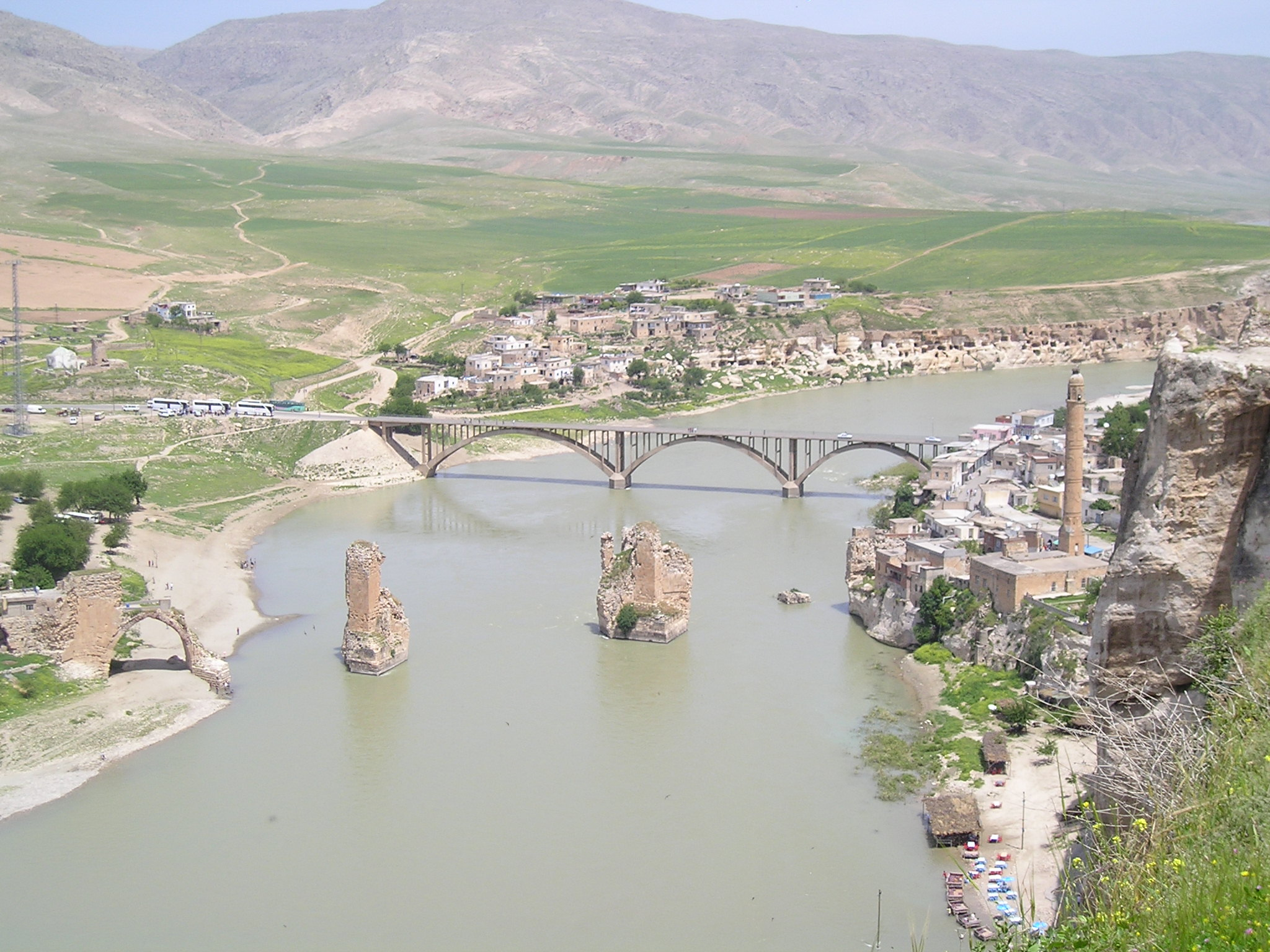
Die Stadt Hasankeyf am Tigris

Auf einem Gebiet von über 300 km² sollen die Kreisstadt Hasankeyf, vier kleinere Städte, 95 Dörfer und 99 Weiler (insgesamt 199 Siedlungen) vollständig oder teilweise überflutet werden. Die Kritik an den Umsiedlungsvorbereitungen im Jahr 2000 und an der neueren Version von 2005 fällt nach Berichten von verschiedenen NGOs und der ehemaligen Weltbankexpertin und Soziologin Dr. Ayse Kudat gleichermaßen scharf aus:
- Statt mit 12.000 bis 15.000 Betroffenen, die von den Projektbetreibern angeführt wurden, musste mit bis zu 78.000 Betroffenen gerechnet werden. Der Umsiedlungsplan geht von rund 48.000 Personen im betroffenen Gebiet aus.
- Es wurde keine vollständige sozio-ökonomische Erhebung durchgeführt. Es fehlt an entscheidenden Daten über Landrechte, Einkommensstruktur der Bevölkerung und Aufnahmesituation in den Aufnahmestädten. Dementsprechend kann nicht davon ausgegangen werden, dass alle Menschen ausreichend für ihre Verluste entschädigt werden.
- Die Frage bleibt unbeantwortet, wie in Zukunft der Lebensunterhalt bestritten werden soll, wenn viele der Menschen ihre Einkommensquellen verlieren. Ein Gleichbleiben des Lebensstandards kann damit nicht garantiert werden. Damit verstößt die Türkei gegen den Pakt über wirtschaftliche, soziale und kulturelle Rechte der Vereinten Nationen (ICESCR).
- Es besteht offensichtlich keine Bereitschaft der türkischen Regierung, ein ausreichendes Budget für die Umsiedlung und die anschließenden Rückkehrerprogramme zur Verfügung zu stellen. Die umliegenden Städte haben nicht die Kapazitäten, weitere Zehntausende an Umsiedlungsopfern aufzunehmen. Diese Umsiedlungsplanung kann demnach die Verarmung eines Großteils von ihnen nicht verhindern. Entwurzelung und Perspektivlosigkeit führen zu massiven psychosozialen Problemen, die sich in hohen Selbstmordraten – insbesondere unter Frauen und Mädchen – äußern.
- Frauenbelange wurden nicht gesondert untersucht.
- Es haben keine offenen Konsultationen über die Auswirkungen des Projekts stattgefunden, ebenso nicht über die Rechte und Pflichten der betroffenen Bevölkerung. Informationsbroschüren wurden nur auf Türkisch, nicht aber wie notwendig auf Kurdisch, verfasst. Allerdings sprechen zwar über 90 % der Bewohner kurdische Sprachen (89 % sprechen türkisch), jedoch können nur unter 30 % kurdische Sprachen lesen. Daher ist eine Veröffentlichung in verschiedenen kurdischen Sprachen nicht sinnvoll.

Das Bekanntwerden einer breiten, öffentlichen Ablehnung soll laut NGOs offensichtlich vermieden werden. Bewohner eines Dorfes in der Nähe von Hasankeyf äußerten sich besorgt: „Vor kurzem wurden wir in eine lokale Polizeistation bestellt, dort wurde uns mitgeteilt, dass wir unser Dorf innerhalb von sieben Jahren verlassen müssen, und das war alles“, so der Bewohner eines Dorfes in der Nähe von Hasankeyf während einer Delegationsreise von WEED und FERN im Juli 2005.
Laut Erklärung von Bern (heute Public Eye) war der betroffenen Bevölkerung zwar Realersatz angeboten worden, aber nur schlechtes Land.
Zusammenfassend muss davon ausgegangen werden, dass die Durchführung des Ilısu-Projekts und die damit zusammenhängende Umsiedlung zu einer massiven Verschärfung der sozialen Probleme in der Region führen würde.

### Kulturgüter

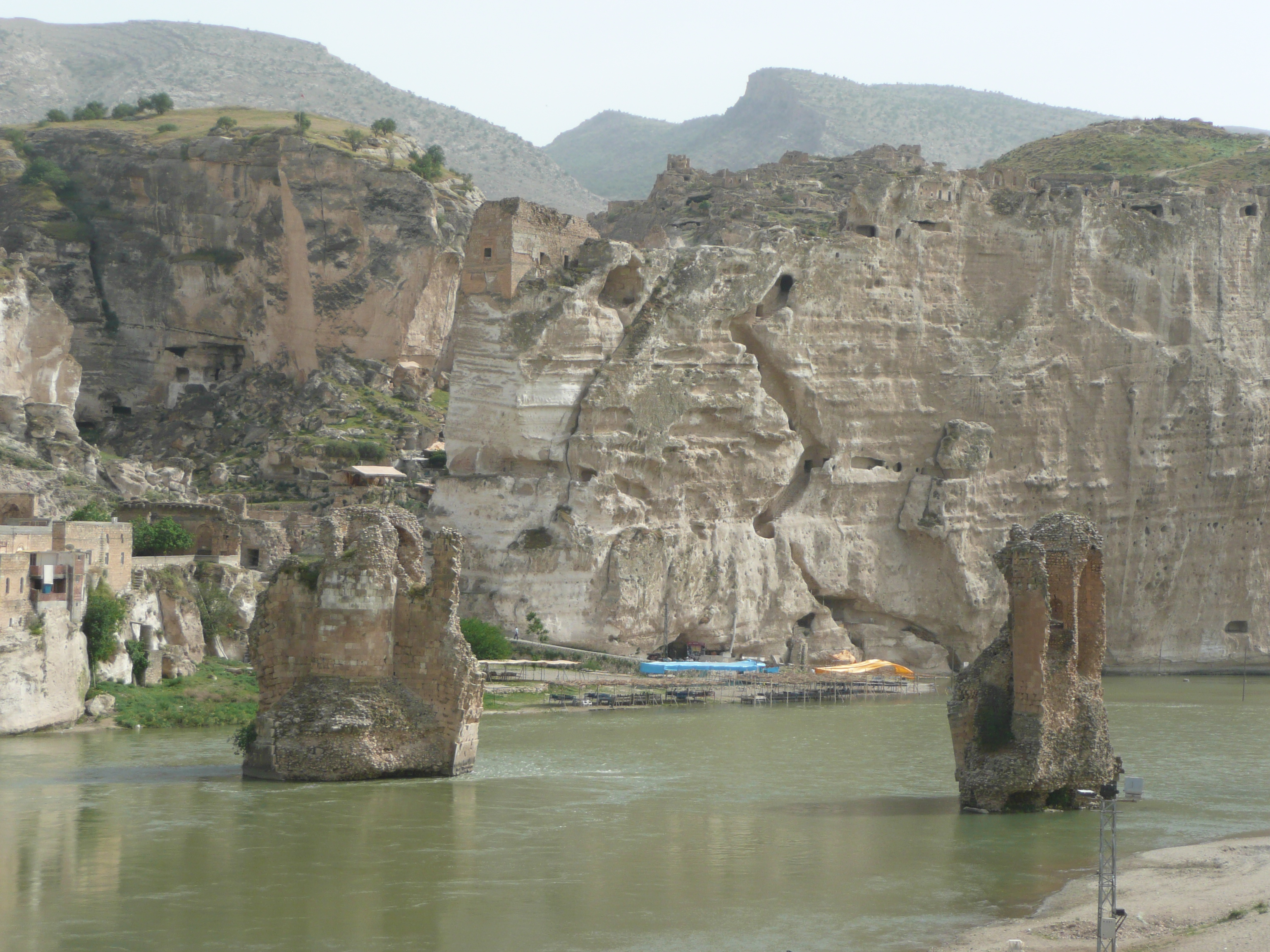
Pfeiler der 1116 erbauten Brücke über den Tigris in Hasankeyf

Der Ilısu-Stausee wird die Spuren von 9000 Jahren Menschheitsgeschichte, darunter eine Vielzahl historisch bedeutsamer Stätten, die Assyrer, Perser, Griechen, Römer, Abbasiden, Byzantiner und Seldschuken, Ayyubiden, Artukiden, Omayaden, Osmanen und Marwaniden beherbergten, unter sich begraben. Die einzigartige Kulturlandschaft des Tigristals geht damit unwiederbringlich verloren. Obwohl der antiken und mittelalterlichen Stadt Hasankeyf, welche um 350 n. Chr. gegründet wurde, bereits 1978 voller archäologischer Schutz vom türkischen Kulturministerium gewährt wurde, da sie ein bedeutendes überregionales wirtschaftliches Zentrum darstellte und in der Türkei bis heute einen hohen Symbolwert besitzt, wird sie entsprechend der Baupläne geflutet werden. Pläne der Europäischen Union, Hasankeyf 2004 zum Weltkulturerbe zu erklären, wurden von der türkischen Regierung abgelehnt. In Anbetracht des Protests, welcher sich erst in der Stadt selbst, dann im Westen der Türkei und schließlich auch in anderen Teilen der Welt entzündete, kündigte die türkische Regierung Verbesserungen hinsichtlich des Umgangs mit den Kulturgütern in Hasankeyf an. 1998 hat das METU-Centre of Research and Assessment of Historic Environment (TACDAM) den Auftrag für die wissenschaftliche Leitung für Ausgrabungen und damit die Rettung des kulturellen Erbes übernommen. Ziel ist es, einige besonders bedeutsame Denkmäler, wie Moscheen und Kirchen, zu restaurieren und an anderer Stelle wieder aufzubauen, Ausgrabungen und Dokumentationen archäologischer Stätten innerhalb und außerhalb Hasankeyfs vorzunehmen sowie bei der Zitadelle auf dem Steilufer einen archäologischen Park zu errichten. Für alle Rettungsarbeiten in der betroffenen Region sind annähernd 108 Millionen Euro veranschlagt worden.

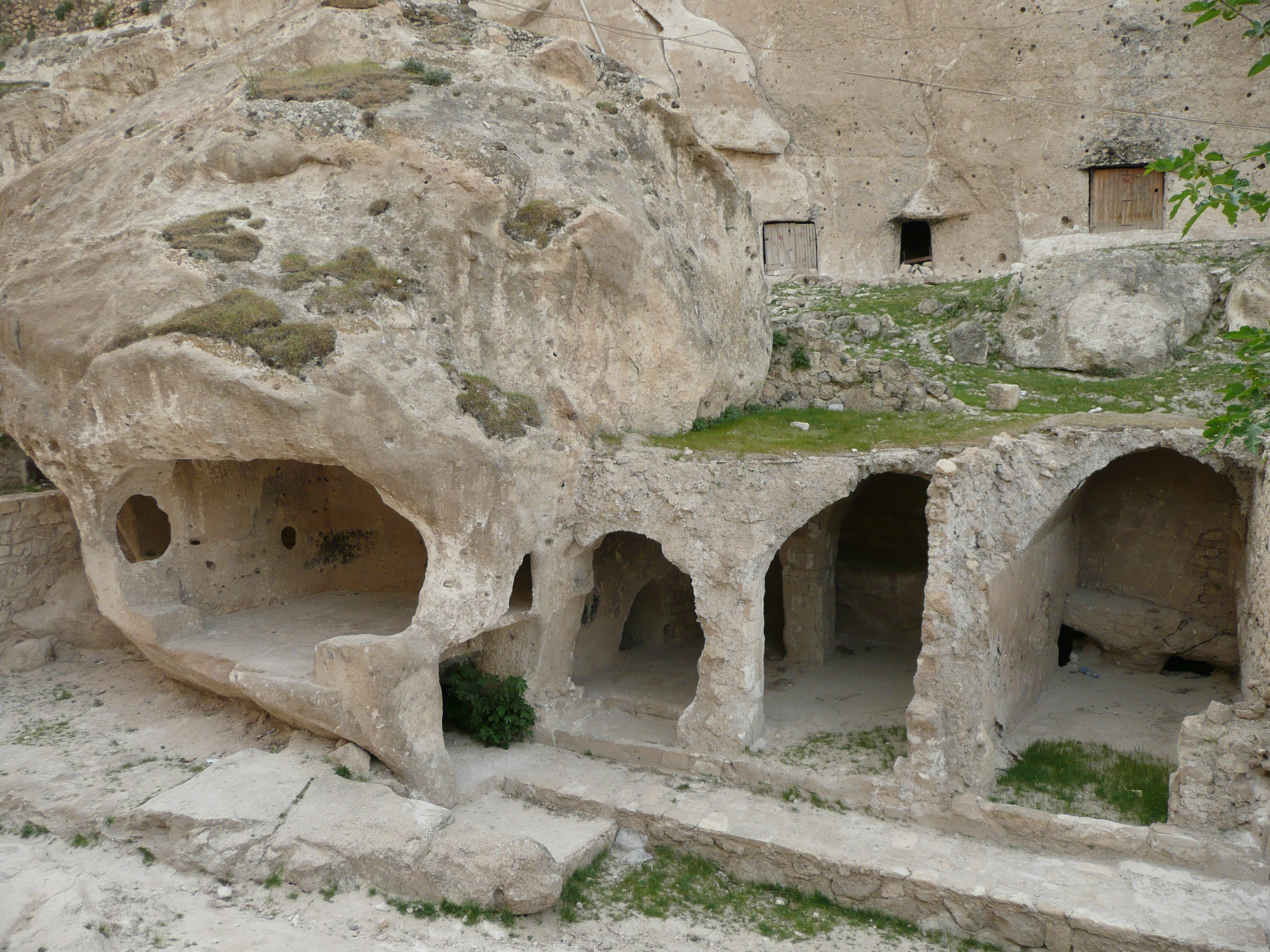
Alte Felsenwohnungen in Hasankeyf

Kritik entzündete sich aber einerseits an der knapp bemessenen Zeitspanne, die für diese Arbeiten vorgesehen ist. Nur sieben Jahre stehen den Archäologen und ihren Teams zur Verfügung, um die wichtigsten Artefakte zu sichten und zu bergen, wobei realistischen Einschätzungen nach nur sieben Monate im Jahr aufgrund der Wetterlage effektiv gearbeitet werden kann. Es kann gar nicht die Rede davon sein, dass auch nur eine einzige Fundstätte in der vorgegebenen Zeit vollständig ausgegraben und untersucht werden könnte.
Andererseits wurden die Auswirkungen des bewaffneten Kurdenkonfliktes in der Region in den Planungen völlig außer Acht gelassen. Etliche Stätten liegen im Garzan-Tal in den Landkreisen Besiri und Batman. Dort ereigneten sich 2005 Schusswechsel, so dass Archäologen der Zutritt vom Militär verwehrt wurde. Aufgrund dessen und wegen verborgenen Landminen ist es vor allem auch abseits der Straßen grundsätzlich nicht möglich, sich gefahrlos zu bewegen.

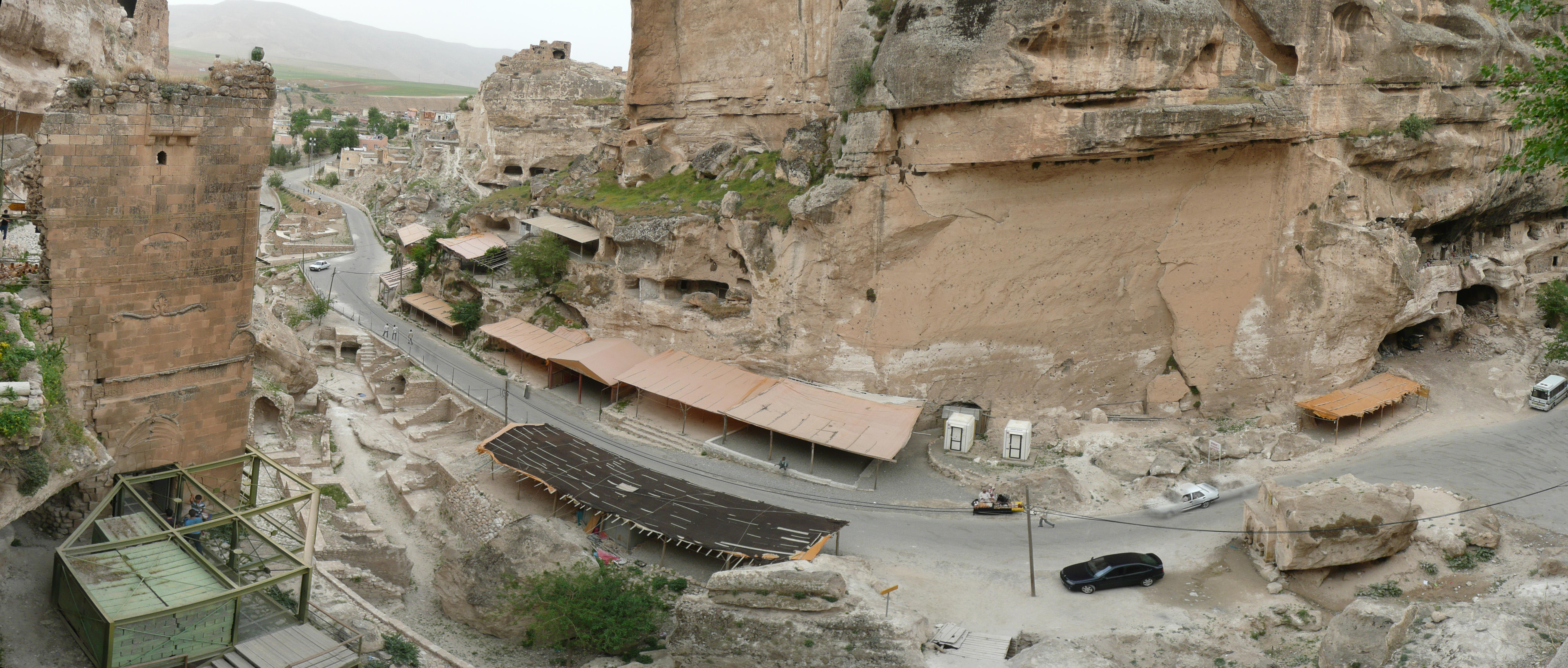
Historische Stätten in Hasankeyf

Die weitgehend fehlende Erforschung der annähernd 6000 Höhlen Hasankeyfs (von denen 600 unter der Maximalwasserlinie liegen) und der Fakt, dass weitere 300 umliegende archäologische Stätten (Tumuli–Hügel, unter denen archäologische Relikte vermutet werden) kartographisch bisher nur ansatzweise erfasst sind (bisher hat man erst bei 14 mit Ausgrabungen beginnen können), erschwert eine realistische Rettungsplanung. Zudem gibt es mittelalterliche Baukunst in Hasankeyf, die nicht ohne Weiteres an einem anderen Ort wieder aufbaubar ist. Die Bauweise vieler Monumente macht einen Transport und Wiederaufbau ohne größere Zerstörungen unmöglich. Allerdings sind diese Monumente heute bereits stark zerfallen. Die Verzahnung von Kultur und Natur lässt sich anderenorts nicht wieder rekonstruieren. Experten können nicht im Ansatz vermuten, welche kulturellen Schätze im ehemaligen Mesopotamien mit der Überflutung verloren gehen.

„Die Gesetze verbieten – unter Strafandrohung im Falle einer Zuwiderhandlung – solche Kulturgüter zu zerstören. Das heißt: Wenn Ilısu gebaut wird, ist das einfach unehrlich. […] Hasankeyf ist die einzige anatolische Stadt aus dem Mittelalter, welche als Ganzes erhalten geblieben ist. Es gibt dort Ruinen verschiedenster Kulturen, Mausoleen, Minarette, Kirchen. Was sich genau darunter befindet, wissen wir nicht. Wir sollten aber wissen, was wir verlieren.“

Von einem „Rettungsplan“ kann in keiner Weise die Rede sein, denn gerade in seiner Ganzheit genießt Hasankeyf kulturelle Einzigartigkeit.
Widerstand:
- Das Nationale Komitee des International Council on Monuments and Sites (ICOMOS) hat bereits 2001 die Bundesregierung dazu aufgefordert, darauf hinzuwirken, dass deutsche Firmen nicht zur Zerstörung von Hasankeyf beitragen.
- In der Türkei wurde Klage sowohl vor türkischen Gerichten als auch beim Europäischen Gerichtshof eingereicht.
- Die „Initiative zur Rettung von Hasankeyf“ setzte aktiv ein Signal und hat am 23. März 2007 mit dem Bau eines Kulturparks in der Stadt begonnen.

### Umweltauswirkungen
Die Umweltverträglichkeitsprüfung von 2001 und die überarbeitete Version von 2005 bringen einzelne NGOs zu dem Schluss, dass internationale Normen nicht eingehalten werden. Entgegen den Ermittlungen der Experten, die die Umweltprüfung 2005 erstellt haben, behaupten NGOs, dass massive ökologische Folgeschäden zu erwarten sind, die sich auch negativ auf die Wirtschaft, die als Hauptgrund für den Bau aufgeführt wird, auswirken werden:
- Überflutung von vor allem fruchtbarem Ackerland ohne gleichwertigen Ersatz für die betroffenen Menschen.
- Verschlechterung der Wasserqualität und damit verbundene Gesundheitsgefahren: Abwässer aus der Bewässerungslandwirtschaft sowie aus den Haushalten der Großstädte Diyarbakir, Bismil, Batman und Siirt werden zu einer hohen Konzentration an Nährstoffen im Stausee führen. Geplante Kläranlagen können diesen Effekt nur teilweise abschwächen. Der durch Verrottungsprozesse auftretende Sauerstoffmangel löst Schwermetalle im Sediment und kann daher zum Absterben aller in den tieferen Schichten lebenden Organismen und der Fischbestände führen.
- Versalzung der landwirtschaftlich genutzten Böden: Der erhöhte Salzgehalt im Wasser tritt auf durch die größere Verdunstungsfläche und des an die Oberfläche geleiteten Grundwassers mit den im Boden befindlichen Mineralien. Bei der Nutzung des Stauseewassers für die Landwirtschaft werden die Böden somit versalzen. Da nur wenige, salztolerante Pflanzen (Mais, Gerste) angebaut werden können, wird es zur Nutzung von Monokulturen kommen, die sehr krankheitsanfällig sind. Die ökonomischen Folgen für die Landwirtschaft sind damit immens. Auf diesem Wege kann die Ilısu-Region keinesfalls, wie von der türkischen Regierung angestrebt, das fruchtbarste Gebiet der Türkei werden.
- Sedimentierung des Stausees: Mitgebrachte Partikel vom Tigris werden sich fast vollständig an den Mündungen der Reservoirzuflüsse und im Stausee selbst ablagern, was die Fauna durch breite Deltabildung beeinträchtigt. Diese Ablagerungen führen wiederum zu Erosion, was eine Abnahme der im Fluss lebenden Organismen bewirkt. Zusätzlich sinkt infolgedessen der Grundwasserspiegel dammabwärts und führt zu Wassermangel.
- Zerstörung sensibler Ökosysteme, bspw. durch Schimmelpilzbildung an Kulturpflanzen durch erhöhte Luftfeuchtigkeit sowie durch Beeinträchtigung des Lebensraumes von (bedrohten) Tierarten.
- Klimatische Auswirkung – Die Freisetzung von geringen Mengen an Treibhausgasen durch die Verrottung von Biomasse im Stausee bei gleichzeitiger Sauerstoffarmut.
- Veränderung des bisherigen Wechselspiels von Hoch- und Niedrigwasser: Kleine und mittlere Hochwasser können durch den Stausee aufgefangen werden, aber große können umso gravierendere Auswirkungen haben aufgrund dramatischer Schwankungen des Wasserstandes von teilweise bis zu sieben Metern. Ohne Staudamm schwankt der Wasserspiegel jedoch um bis über 20 Meter, sodass durch den Damm eine wesentliche Verbesserung der Hochwassersituation zu erwarten ist.
- Abhängig von der Jahreszeit werden bis zu 190 km² Uferrand freiliegen und so der Malariaausbreitung Vorschub leisten.

„Die Aussicht, dass der neu entstehende See die Region ökologisch bereichern könnte und als Erholungsgebiet oder Erwerbsquelle für Fischer einen positiven Beitrag zur Entwicklung leisten könnte, erscheint angesichts der massiven ökologischen Schäden, die mit der Schaffung des Megareservoirs einhergehen, als vollkommen aus der Luft gegriffen.“

### Wasserkonflikte mit den Anrainerstaaten
Die Forcierung künftiger Auseinandersetzungen der Türkei mit Syrien und Irak aufgrund des Ilısu-Staudamms sei anhand folgender Punkte erläutert:
- Auf der 65 km langen Strecke zwischen dem Ilısu-Staudamm und der Grenze zu Syrien und dem Irak ist noch ein weiterer Staudamm (Cizre) geplant. Die türkische Regierung hätte im Falle der Erbauung die Möglichkeit, den Unteranliegern den Wasserzufluss für mehrere Monate zu verringern oder sie von der Zufuhr gar abzuschneiden. Damit hielte sie ein großes Erpressungspotential in der Hand, womit sie ihre Interessen in der Region durchsetzen könnte.
- Das Völkerrecht fordert die Benachrichtigung, die Konsultation sowie den Abschluss von Verhandlungen mit den Anrainerstaaten flussabwärts. Die Türkei ist dieser Verpflichtung bisher nur eingeschränkt nachgekommen. Von irakischer Seite kam es bislang zu Protesten des irakischen Wasserministers und vom österreichisch-irakischen Freundschaftsverein IRAQUNA.
- Die Reduzierung des Wasserabflusses in den Irak ist auf 60 m³/s geplant. Die Türkei vertritt den Standpunkt, dass das Wasser aus Flüssen, die ihre Quellen im eigenen Land haben, ihr gehört. Dies stellt einen Verstoß gegen die UN-Konvention über die nicht-schiffbare Nutzung grenzüberschreitender Wasserwege von 1997 dar.
- Zudem muss mit einer Verschlechterung des Zugangs zu sauberem Wasser gerechnet werden, was wiederum das Recht auf Wasser verletzten würde. Dies könnte katastrophale Auswirkungen für die Bauern im Irak und in Syrien haben. Der Irak kann nur 40 Prozent des Bedarfs aus eigenen Wasservorkommen decken.[32] Dieses Projekt birgt demnach ein unkalkulierbares Konfliktpotenzial.

## Energiepolitische Alternativen
Es hat keine ausgewogene und systematische Analyse kostengünstigerer, umweltschonenderer und sozialverträglicherer Alternativen für die Energieerzeugung stattgefunden. In seiner jetzigen Form ist der Ilısu-Damm bezogen auf die Energierentabilität der unproduktivste aller GAP-Staudämme.
Vorstellbare technische Möglichkeiten zur Vermeidung des Baus sind folgende:
- Nutzung der bereits gebauten GAP-Staudamme unter Volllast: Nach Untersuchungen des WEED liefen diese weit unter ihrer Kapazität.
- Verbesserung der Energieeffizienz durch Investitionen in das marode Verteilungsnetz: Der Verlust von derzeit (?) 21 Prozent des produzierten Stroms könnte voraussichtlich auf 11 Prozent gesenkt werden. Dies entspräche einem Wert von 3600 MW – faktisch drei Ilısu-Staudämmen.
- Verstärkte Nutzung erneuerbarer Energien wie Windenergie, Sonnenenergie, geothermische Quellen, Biomasse, Wasserstoff, Wasserkraftwerke bis 10 MW: Die Türkei besitzt ein gigantisches Potenzial für die Nutzung erneuerbarer Energien jenseits von Großstaudämmen, nutzt dieses aber nur zu 0,09 Prozent.
- Bau von Kernkraftwerken – allerdings ist die Türkei ein erdbebengefährdetes Land.

## Proteste

### Türkei
Aufgrund des repressiven politischen Klimas und der daraus resultierenden problematischen Menschenrechtslage in der Türkei war der Protest dort in den ersten Jahren nach der Auftragsvergabe sehr schwierig. So etwa wurden im März 2007 Beamte des staatlichen Wasseramtes mit den Worten zitiert: Der Stausee flute Tausende Höhlen, welche als Verstecke benutzt werden können und schneide „die Wege der PKK ab“. Trotz dieser Situation gibt es eine Vielzahl von Organisationen und Einzelpersonen, die sich mit dem Staudammbau auseinandersetzen und sich politisch engagieren.
Örtliche Gegner des Staudammprojekts werden als PKK-Freunde beschimpft: „Sie wollen uns diffamieren“, äußerte Wasserbau-Ingenieur Ercan Ayboga und Sprecher der „Initiative zur Rettung Hasankeyfs“: „Weil sie wissen, dass fast alle vor Ort uns unterstützen und sie keine wahren Argumente gegen uns haben. Der Damm ist ein Desaster. Ökologisch. Kulturell. Sozial.“
Im Vorfeld des fünften Weltwasserforums das Mitte März 2009 in Istanbul stattfand, richtete das Türkeibüro der Heinrich-Böll-Stiftung zusammen mit dem Tribunal Latinoamericano del Aqua ein 'Wassergericht' aus. Dabei wurden unter anderem der türkische Premier Erdogan und Bundeskanzlerin Angela Merkel symbolisch angeklagt. Im Fall des Ilısu-Dammes forderte die unabhängige Jury die türkische Regierung dazu auf, ihre nationalen Gesetze im Rahmen des EU-Beitrittsprozesses mit der Acquis communautaire in Einklang zu bringen – vor allem im Bezug auf die Einhaltung von Menschenrechten und die Erhaltung von Kulturgütern, Hasankeyf in die UNESCO-Weltkulturerbe-Liste aufzunehmen, potenzielle alternative Energiequellen zu überprüfen und archäologische Ausgrabungen voranzutreiben.
Zu den prominenten Unterstützern des Protests gehört der türkische Literaturnobelpreisträger Orhan Pamuk und der Popsänger Tarkan.

### Deutschland
Kritik üben die Initiative WEED und der World Wide Fund of Nature (WWF) als Teile einer internationalen NGO-Koalition an der deutschen Regierung, welche für ein gutes Geschäft die Prinzipien gemeinsamer europäischer Werte über Bord werfe.
„Die Bundesregierung muss in den von ihr mitgetragenen internationalen Institutionen bei der Hermes Kreditversicherung und den Landesbanken die Einhaltung der WCD-Empfehlungen (Welttalsperrenkommission) einfordern“, sagte der WWF-Süßwasserexperte Martin Geiger. Sonst bleibe ihre angebliche Unterstützung nur eine leere Worthülse.
Mit der Entscheidung Deutschlands, Österreichs und der Schweiz, Exportkredite für den Ilısu-Staudamm zu gewähren, verüben diese Länder „einen ungeheuerlichen Akt der Vernichtung eines unersetzlichen Weltkulturerbes, da einzigartige Dokumente der türkischen Geschichte für immer zerstört werden“, so die Initiative.
Laut ARD solle es Ulrich Eichelmann gelungen sein, dass sich deutsche Unternehmen an dem Staudamm beteiligen.
Auch das deutsche Unternehmen Züblin steht seit der Bekanntmachung seiner Involvierung in das Projekt unter scharfer Kritik der Öffentlichkeit. Anlässlich seiner Aktionärsversammlung am 5. Juli 2007 wurde vor dem Firmensitz Züblins in Stuttgart eine Mahnwache abgehalten, welche von einer ganzen Reihe von Organisationen unterstützt wurde (siehe Weblinks).
Die Beteiligung an hoch kontroversen Projekten ist im Falle der Züblin AG kein Einzelfall. Ihre Involvierung in den Bau des Xiaolangdi-Staudamms in China, des Ghazi Barotha-Staudamms in Pakistan sowie des Lesotho Highlands Water Project (LHWP) im südlichen Afrika wurde von Menschenrechts- und Umweltschutzorganisationen heftig diskutiert.
Jens Loewe vom Stuttgarter Wasserforum kritisierte, dass Züblin einerseits Mitglied in dem von Oberbürgermeister Schuster initiierten Stuttgarter Eine-Welt-Netzwerk für Gerechtigkeit sei. Die Beteiligung am Ilısu-Projekt, das zehntausende Menschen ihrer Existenzgrundlage beraube und gegen deren Willen durchgesetzt werden solle, lasse aber „die edlen Absichten“ des Eine-Welt-Netzwerks zur Farce werden.
Zu den prominenten Unterstützern des Protests gehören Fatih Akın und Claudia Roth.

### Schweiz
Unter dem Druck verschiedener NGOs und Privatkunden hat sich die Zürcher Kantonalbank als eine der finanzierenden Institutionen am 15. Juni 2007 aus dem Projekt zurückgezogen.
„Es war höchst skandalös, dass eine sonst vertrauenswürdige Staatsbank, die sich zur Einhaltung von Umweltschutz und Menschenrechten bekennt, heimlich ein Großprojekt mit weit reichenden negativen Folgen finanziert und diese krasse Fehlentscheidung erst auf massiven Druck der Öffentlichkeit korrigiert“, kritisiert Christine Eberlein von der Erklärung von Bern (heute Public Eye).

### Österreich
Anfang Juli 2007 hatten NGOs auch bei der Aktionärsversammlung der HypoVereinsbank deren Schwesterunternehmen Bank Austria Creditanstalt AG (BA-CA) sowie den gemeinsamen Konzernchef Profumo aufgefordert, aus dem Ilısu-Projekt auszusteigen. In Österreich finden wöchentliche Protestaktionen vor Filialen der BA-CA statt, welche vorhat, das Projekt in dreistelliger Millionenhöhe zu fördern. Zahlreiche Kunden haben bereits angekündigt, ihre Konten aufzulösen, sollte sie sich nicht aus dem Projekt zurückziehen.
„Ilısu ist eines der skandalösesten Projekte der Welt. Wer daraus Profit schlagen will, darf sich nicht wundern, wenn die Kunden ihre Konten kündigen“, so Ulrich Eichelmann. „Wir fordern die BA-CA auf, sich an ihre eigenen Grundsätze zur Nachhaltigkeit zu halten und Ilısu eine Absage zu erteilen“, so Mary Kreutzer von der International NGO Campaign on Export Credit Agencies (ECA-Watch). Die Organisation kündigte an, dass die Proteste so lange weitergehen werden, bis dies der Fall ist.
Im Dezember 2008 haben Aktivisten von ECA-Watch mehrere Stunden das Gebäude der Österreichischen Kontrollbank (OekB) in der Wiener Innenstadt besetzt. Die Organisation protestierte damit gegen die
Beteiligung Österreichs am umstrittenen Staudammprojekt und forderte Kontrollbankchef Rudolf Scholten auf, den Ausstieg aus dem Projekt umgehend zu veranlassen.